# Heriaeus delticus
Heriaeus delticus là một loài nhện trong họ Thomisidae.
Loài này thuộc chi Heriaeus. Heriaeus delticus được miêu tả năm 1985 bởi Utochkin.